# Richard Kuuia Baawobr
Richard Kuuia Baawobr (Tom-Zendagangn, 21 de juny de 1959 – Roma, 27 de novembre de 2022) va ser un cardenal i bisbe catòlic de Ghana.

## Biografia
Richard Kuuia Baawobr va néixer a Tom-Zendagangn el 21 de juny de 1959.

### Formació i ministeri sacerdotal
Va cursar l'escola primària del seu poble i va continuar els seus estudis al seminari menor "Sant Francesc Xavier" i a l'institut de Nandom.
El 1979 va ser admès al seminari major diocesà "San Vittore" de Tamale i va estudiar filosofia. El 1981 es va incorporar als Missioners d'Àfrica. Va completar el seu any de noviciat a Friburg, Suïssa, del 1981 al 1982, i després va estudiar teologia a l'Institut Missioner de Totteridge, prop de Londres.
El 5 de desembre de 1986, va prestar el jurament missioner al St. Edward's College de Londres. Aleshores va ser vicari parroquial a Livulu, a l'arxidiòcesi de Kinshasa de 1987 a 1991. El 1991 va ser enviat a Europa per completar els seus estudis. Va estudiar exegesi al Pontifici Institut Bíblic de Roma i espiritualitat ignasiana al Centre d'Espiritualitat Jesuïta de Le Châtelard obtenint una llicenciatura en Sagrada Escriptura i un doctorat en teologia bíblica. Després va exercir de formador a Kahangala, Tanzània, de 1996 a 1999 i director de la casa de formació de Tolosa de 1999 a 2004. Va participar com a delegat de la província francesa de la seva congregació en el capítol general de 2004 i va ser elegit primer assistent general.
El 31 de maig de 2010, el capítol general l'elegí a la tercera votació amb una majoria de dos terços com a nou superior general. Va succeir al pare Gérard Chabanon i va ser el primer africà que va ocupar aquest càrrec. També va ser vicecanciller del Pontifici Institut d'Estudis Àrabs i Islàmics.
Va participar com a membre escollit per la Unió de Superiors Generals a la XIV assemblea general ordinària del Sínode dels Bisbes que va tenir lloc a la Ciutat del Vaticà del 4 al 25 d'octubre de 2015 sobre el tema "La vocació i la missió de la família a l'Església i en el món contemporani".

### Ministeri episcopal i cardenalat
El 17 de febrer de 2016, el papa Francesc el va nomenar bisbe de Wa. Va rebre l'ordenació episcopal el 7 de maig següent de mans del cardenal Peter Kodwo Appiah Turkson, president del Consell Pontifici per a la Justícia i la Pau, co-consagrant l'arquebisbe metropolità de Tamale Philip Naameh i l'arquebisbe Jean-Marie Antoine Joseph Speich, Nunci apostòlic a Ghana.
El 4 de juliol de 2020, el mateix pontífex el va nomenar membre del Consell Pontifici per a la Promoció de la Unitat dels Cristians.
En harmonia amb l'episcopat de Ghana, ha expressat repetidament la seva oposició a les reivindicacions de la comunitat LGBT+. Va elogiar l'esborrany de llei, presentat el 2021 al Parlament, titulat Promoció dels drets sexuals humans adequats i els valors familiars de Ghana, que preveu un augment de les sancions per actes íntims diferents de l'heterosexual o per conductes públiques diferents dels socialment reconeguts i acceptats en funció del sexe natural o per la inclinació sexual dominant o heterosexual. Malgrat les fortes crítiques de diverses organitzacions internacionals, monsenyor Baawobr va convidar el president del Parlament a procedir a la discussió del text sense cedir a cap pressió externa. Aquestes són les seves paraules: "Gràcies per respondre amb clara determinació a l'Alt Comissionat d'Austràlia i a altres persones que el matrimoni noble en el dret consuetudinari de Ghana és entre un home i una dona i no el que promou la comunitat LGBT+".
El 29 de maig de 2022, al final del Regina Caeli, el papa Francesc va anunciar la seva creació com a cardenal.
L'1 d'agost següent, ha ser elegit president del Simposi de les Conferències Episcopals d'Àfrica i Madagascar, succeint el cardenal Philippe Nakellentuba Ouédraogo.
En el consistori del 27 d'agost, el pontífex el va crear cardenal prevere de Santa Maria Immacolata de Lourdes a Boccea.
Va estar absent de la cerimònia perquè, tan aviat com va arribar a Roma, havia estat hospitalitzat a l' hospital de Santo Spirito a Sassia per malaltia; va patir una intervenció al cor, va continuar la seva convalescència al policlínic Agostino Gemelli i, dimitit el 18 de novembre, es va traslladar a la Cúria General dels Missioners d'Àfrica. El 27 de novembre de 2022, com a conseqüència d'una nova caiguda sobtada del seu estat de salut, va ser traslladat d'urgència a l'hospital Gemelli, on va morir poc després, als 63 anys. El 5 de desembre, el degà del Col·legi Cardenalici Giovanni Battista Re va concelebrar una missa fúnebre a l'altar de la càtedra de la basílica de Sant Pere del Vaticà. Després del retorn a casa del cadàver, el cardenal Peter Kodwo Appiah Turkson va celebrar el funeral solemne els dies 11 i 12 de gener de 2023 i després, al final de la cerimònia, el cardenal difunt va ser enterrat a l'interior de la catedral de Sant Andreu de Wa.